# Мустаозеро
Мустаозеро — озеро на территории Лендерского сельского поселения Муезерского района Республики Карелия.

## Общие сведения
Площадь озера — 1,2 км², площадь бассейна — 33,7 км². Располагается на высоте 167,0 метров над уровнем моря.
Форма озера продолговатая, вытянуто с северо-запада на юго-восток. Берега озера изрезанные, каменисто-песчаные, местами заболоченные.
С востока в озеро впадает ручей без названия, текущий из заболоченных ламбин.
Через озеро осуществляется сток из озера Лоут в озеро Сула, откуда берёт начало река Лендерка.
Населённые пункты возле озера отсутствуют.
Код водного объекта в государственном водном реестре — 01050000111102000010762.